# Pithiviers
Pithiviers település Franciaországban, Loiret megyében. Lakosainak száma 8981 fő (2022. január 1.). Pithiviers Marsainvilliers, Bondaroy, Dadonville és Pithiviers-le-Vieil községekkel határos.

## Népesség
A település népességének változása:
| Lakosok száma | 8686 | 9392 | 9327 | 8839 | 9039 | 9100 | 8981 | 9023 | 9067 | 8981 |
|               | 1968 | 1982 | 1990 | 2006 | 2013 | 2015 | 2017 | 2019 | 2020 | 2022 |